# Vidéodanse
Le terme vidéodanse désigne deux objets distincts : une forme artistique mélangeant deux disciplines, vidéo et danse ; aussi bien qu'une manifestation culturelle française.

## Une forme artistique
Une vidéodanse est un objet transdisciplinaire, qui confronte la danse au médium vidéo à travers une forme nouvelle.
La vidéodanse s’inscrit dans la lignée du travail cinématographique de Maya Deren, se différenciant du musical, de la captation, de l’archive ou encore du documentaire :
« De plus en plus, j’ai pensé à travailler sur le mouvement de danse formalisé, stylisé, de sortir le danseur du théâtre et de lui donner le monde comme scène. Cela ne signifierait pas seulement éloigner la vue frontale fixe et les panneaux immobiles de la salle de théâtre ou modifier les scènes d’action plus souvent qu’au théâtre, mais développer toute une série de nouvelles relations entre danseur et espace. Je suis sûre que le film de danse va se développer très rapidement et que va s’ouvrir, par l’intérêt porté à cette évolution, une nouvelle ère : une ère dans laquelle danse et cinéma pourraient unir leur énergie et leur travail créatif, dans la perspective d’une expression artistique commune. »

## Une manifestation
En France, le terme vidéodanse désigne une manifestation annuelle ou biannuelle se déroulant au Centre Georges-Pompidou à Paris. Initiée en 1982 par Michèle Bargues, la manifestation gratuite et en accès libre regroupe sans distinction de genres toutes sortes de vidéos qui, une fois réunies par la programmation, discutent, interrogent, informent ou simplement rendent compte de l’histoire et l’actualité d’une danse contemporaine. Lors de l'édition 2011, toujours en accès libre, « pas moins de 250 films sont réunis et proposés à la vision gratuite, qui mettent en lumière le travail de quelque 150 chorégraphes ».